# バーンヤード
『バーンヤード/モーモー牧場は大騒ぎ!?』（原題 : Barnyard）はニコロデオン制作のCGアニメーション映画。農場の動物達を描いたコメディーアニメ映画。アメリカでは2006年8月4日にパラマウント映画の配給で公開され、ヨーロッパ各国でも公開されたが日本では劇場未公開で、のちにスター・チャンネル、WOWOWで放送された。スターチャンネルでの邦題は『バーンヤード 牧場は大パニック!』。
アメリカでは2007年9月より本作を原作としたテレビアニメ『Back at the Barnyard』が放映された。
主人公のオーティスを始めとする牛たちはオスのCow（雌牛）、つまりメスだけでなくオスも乳がでる乳牛という独特の設定。牛に限らず牧場の動物達は二本足で歩くが、人間の前では通常の動物のように四本足で歩くふりをしている。

## ストーリー
奇妙な農場で、所有者が去ると、信じられないような状況が起こる。牛オーティスが率いるすべての動物は、四足歩行ではなく二足歩行で、ジョークをしたり、パーティーを開催したり、踊ったり、ゴルフをしたりするのを楽しんでいる。オーティスに加えて、雌鶏のペック、豚のピッグ、マウスのピップ、その他多くの奇妙なキャラクターがいる。
夜、男性には知られていないが、彼らは馬小屋を出て農場の中に静かに忍び込み、所有者の車に乗り、隣人を怖がらせるために息を呑むような乗り物を楽しんでいる。オーティスは、群れのリーダーであるオックスのように責任感のある勤勉な牛になりたくないようすが、ある日、危険な状況が発生し、オーティスは真のリーダーとして行動することになる。
貪欲なコヨーテのグループが鶏小屋を襲撃しようとするので、オーティスと彼の友人は彼らの友人を守り、敵が逃げることを確実にするために組織する。この経験の後、オーティスは人生が楽しいだけでなく、他人への責任感と尊敬の念を持っていることを理解するでしょう。

## 主なキャラクター
オーティス
声 - ケヴィン・ジェームズ
オスのホルスタイン。
ペック
声 - ロブ・ポールセン
鳴くことができない雄鳥。
ピップ
声 - ジェフリー・ガルシア
ネズミ、オーティスの親友。
ピッグ
声 - ティーノ・インサーナ
ブタ。
フレディー
声 - カム・クラーク
シロイタチ。
ダグ
声 - デヴィッド・ケックナー
オーティスたちを食い殺そうとしたコヨーテ。
ベッシー
声 - ワンダ・サイクス
生意気な牛。
デューク
声 - ドム・イレラ
牧羊犬。
ベン
声 - サム・エリオット
オーティスの養父。リーダーでしたが、後にコヨーテ食殺事件で死亡。

## バーンヤード 主役はオレ、牛
Blue Tongue Entertainment制作、THQ発売のゲームソフト。アメリカでは2006年秋、ニンテンドー ゲームキューブ、プレイステーション2、ゲームボーイアドバンス、PC、Wii向けに発売され、日本ではWii版のみ2007年4月5日に発売された。
プレイヤーは新しく農場にやってきた牛となり、広い農場内を徒歩や自転車で回りつつ、ミッションやミニゲームをこなしていく。
- ゆうびんやさんをからかう - ミニゲームのひとつ。農場入口のポストに配達に来た郵便局員の背後で、気付かれないようにさまざまな悪戯をする。